# Noord-Iers voetbalelftal (mannen)
Het Noord-Iers voetbalelftal is een team van voetballers dat Noord-Ierland vertegenwoordigt in internationale wedstrijden, zoals de voorrondes voor het WK en het EK.
Oorspronkelijk vertegenwoordigde het team het hele Ierse eiland onder de naam "Ierland". Na de onafhankelijkheid van de Ierse Vrijstaat (de huidige Republiek Ierland) kreeg deze laatste een eigen voetbalbond met een eigen nationaal voetbalelftal. Tot 1950 bleef Noord-Ierland spelen onder de naam "Ierland" (in het British Home Championship zelfs tot halverwege de jaren zeventig) en werden spelers uit geheel Ierland geselecteerd.
De beste prestatie op een WK was het bereiken van de kwartfinale in 1958, waarin met 4-0 werd verloren van Frankrijk. In de jaren jaren zeventig en tachtig van de 20ste eeuw was het land nog een geduchte tegenstander. In 1982 en 1986 plaatste het zich voor de WK-eindronde. Noord-Ierland plaatste zich op 8 oktober 2015 voor het eerst voor een EK.

## Geschiedenis

### Iers voetbalelftal
In 1880 werd de IFA, de Ierse voetbalbond opgericht. In 1882 werd de eerste interland gespeeld, die met 0-13 verloren werd. In 1914 won het team het Home Championship. Na onafhankelijkheid van Ierland bleef Noord-Ierland als Ierland spelen. Het team speelde wel bijna uitsluitend wedstrijden tegen Engeland, Schotland en Wales. Tussen 1928 en 1949 was de bond geen lid van de FIFA. In 1949 nam het land deel aan de kwalificatie van het WK in Brazilië. Het Home Championship werd als voorronde gebruikt en het team speelde als Ierland net als het onafhankelijke Ierland, dat in een andere groep deelnam aan de voorronde. Vaak speelde het team met een aantal spelers die in het Ierland geboren waren. Doordat in deze tijden erg weinig interlands gespeeld werden grepen de spelers elke kans die hen aangeboden werd. Vier spelers speelden zelfs in de kwalificatiecampagne voor het WK voor beide Ierlanden. Echter wilde Ierland deze situatie niet meer en dwong zijn spelers om niet meer voor Noord-Ierland te spelen. In 1950 tekende de laatste speler het document waardoor het team dat tot dan toe gespeeld had eigenlijk ophield te bestaan.

### 1954 – 1964 Kwartfinale op WK
Het nieuwe team dat enkel spelers uit het noorden opstelde bleef zichzelf Ierland noemen tot op een congres in 1953 van de FIFA bedongen werd dat enkel Ierland deze naam mocht gebruiken en het vierde oudste team ter wereld van dan af Noord-Ierland moest heten. Ook in 1954 speelde het kwalificatiewedstrijden tegen de andere ploegen uit Groot-Brittannië (Engeland, Schotland en Wales), alleen tegen Wales werden er punten gescoord.
In 1958 zorgde Noord-Ierland voor een verrassing door naast Portugal Italië uit te schakelen en zich voor de eerste keer voor een WK te plaatsen. Het begon de cyclus met twee uitwedstrijden, een gelijkspel in Portugal, 1-0 verlies tegen Italië. Italië en Portugal wonnen beiden hun thuiswedstrijd met 3-0, Noord-Ierland moest de laatste thuiswedstrijd tegen Italië winnen om zich te plaatsen. Jimmy McIlroy en Wilbur Cush waren de doelpuntenmakers bij de 2-1 overwinning. Noord-Ierland werd ingedeeld in een groep met allemaal voormalige WK-finalisten. De eerste wedstrijd tegen Tsjecho-Slowakije werd met 1-0 gewonnen door een doelpunt van Cush, de tweede wedstrijd werd met 3-1 verloren van Argentinië. In de laatste groepswedstrijd tegen regerend wereldkampioen West-Duitsland verspeelden ze een 2-0 voorsprong. Het gelijkspel leverde een beslissingswedstrijd op tegen Tsjecho-Slowakije aangezien het doelsaldo nog niet doorslaggevend was. In de verlenging scoorde Peter McParland de winnende treffer, hij zou op vier doelpunten eindigen dit toernooi. Twee dagen later moest er al gespeeld worden in de kwartfinale, dat was te veel gevraagd voor de verrassing van het toernooi en Noord-Ierland verloor met 4-0 van Frankrijk, Doelman Harry Gregg en aanvoerder Danny Blanchflower werden opgenomen in het beste elftal van het toernooi.
Het succes kreeg geen passend vervolg, voor het WK-kwalificatie toernooi in Chili werd Noord-Ierland uitgeschakeld door West-Duitsland. In het EK-toernooi werd in de eerste ronde Polen tweemaal met 2-0 verslagen. In de achtste finale haalde men een 1-1-gelijkspel in de uitwedstrijd tegen Spanje, maar in de return won Spanje met 0-1.
In 1964 maakte George Best zijn debuut voor het Noord-Iers team, hij zou bij Manchester United uitgroeien tot een internationale ster, hij won in 1968 de Europa Cup I en werd datzelfde jaar verkozen tot beste speler van Europa. Hij sprak ook tot de verbeelding door zijn rebellerend gedrag, zijn bijnaam was "de Vijfde Beatle". Best was echter de enige topspeler van het Noord-Ierse team en het team zou zich niet plaatsen voor een internationaal toernooi.
Om zich te plaatsen voor het WK van 1966 streed Noord-Ierland met Zwitserland om een ticket, beide teams wonnen hun onderling thuiswedstrijd en van Nederland werden drie punten gehaald. De laatste wedstrijd tegen Albanië werd een deceptie, vlak voor tijd werd een voorsprong weggeven en de ploeg eindigde met één punt achterstand op de Zwitsers. Voor plaatsing voor het EK van 1968 was de ploeg weer ingedeeld met de andere Britse ploegen, men eindigde op de laatste plaats. Het WK van 1970 werd gemist door een 2-0 nederlaag tegen de Sovjet-Unie.
De kwalificatiecampagnes tussen 1972 en 1980 waren ook geen succes.

### 1980 – 1986 Heroïsche overwinningen in Valencia, Hamburg en Boekarest
Noord-Ierland begon zich behoorlijk te roeren in de jaren tachtig. Voor kwalificatie voor het WK van 1982 won het thuiswedstrijden tegen Zweden (3-0) en Portugal (1-0) en werd het een kanshebber voor de tweede plaats in de groep achter het ongenaakbare Schotland. Er werd ook veel puntenverlies geleden, maar omdat ook Zweden en Portugal het vaak lieten afweten waren negen punten en een doelsaldo van zes voor en vier tegen in acht wedstrijden genoeg voor kwalificatie. In de eindronde in Spanje begon Noord-Ierland met gelijke spelen tegen Joegoslavië (0-0) en Honduras (1-1). In de eerste wedstrijd werd Norman Whiteside met zijn 17-jaar de jongste speler ooit op een WK, hij nam het record van Pelé over. Er moest gewonnen worden van Spanje om verder te komen, in de heksenketel van Valencia bleef de ploeg op de been tegen de hard spelende Spanjaarden en scoorde via Gerard Armstrong. Noord-Ierland bleef heroïsch overeind ondanks een rode kaart en werd zelfs groepswinnaar. In de tweede ronde werd eerst gelijk gespeeld tegen Oostenrijk, maar in de beslissende wedstrijd werd net als in 1958 kansloos verloren van Frankrijk: 4-1.
Voor kwalificatie voor het EK van 1984 won Noord-Ierland alle vier thuiswedstrijden inclusief van WK-finalist West-Duitsland (1-0 door een doelpunt van Ian Stewart). Uitwedstrijden waren echter geen succes (gelijk tegen Albanië, verlies tegen Oostenrijk en Turkije) en voor de uitwedstrijd tegen West-Duitsland hadden de Duitsers twee punten meer, één wedstrijd minder gespeeld en een slechter doelsaldo. In Hamburg overtroffen de Noord-Ieren elkaar weer en wonnen met 0-1 door Norman Whiteside. De Ieren moesten nu hopen, dat West-Duitsland niet zou winnen van Albanië. Lang bleef de kans op een wonder, maar elf minuten voor tijd scoorde Gerhard Strack het winnende doelpunt voor de Duitsers.
In het kwalificatietoernooi van het WK in 1986 streed Noord-Ierland met Roemenië achter Engeland om de tweede plaats in de groep. De resultaten waren wisselend (zeven punten uit zes wedstrijden) en in de laatste uitwedstrijden tegen Roemenië en Engeland moesten drie punten gehaald worden. Roemenië had een sterke generatie, later dat seizoen zou Steaua Boekarest de Europa Cup I winnen. Net als in Valencia en Hamburg overtrof Noord-Ierland zich in Boekarest weer: 0-1, doelpunt Jimmy Quinn. In het Wembley Stadium haalde Noord-Ierland het noodzakelijke punt om Roemenië voor te blijven. Het WK was echter geen succes, na een 1-1-gelijkspel tegen Algerije zat een nieuwe stunt tegen Spanje er niet in (2-1 verlies). In de laatste groepswedstrijd tegen Brazilië werd met 3-0 verloren. Doelman Pat Jennings nam afscheid van het Ierse team, hij was met 119 interlands recordinternational van Europa op dat moment en verdedigde het Ierse doel vanaf 1964.

### 1986 – 2010 Magere jaren
Na het WK was het afgelopen met de verrassende resultaten van het kleine land. Voor het EK in 1988 haalde het alleen punten tegen de nummer laatst Turkije, ook de drie cyclussen daarna leverde geen opvallende overwinningen meer op. Opmerkelijk was wel het gelijkspel tegen Denemarken voor het EK in 1992. Dankzij dat resultaat plaatste Joegoslavië zich voor het EK, maar door de Joegoslavische burgeroorlog viel Denemarken in en het werd Europees Kampioen.
De resultaten voor kwalificatie van het EK in 1996 waren nogal wisselend, er werd geen uitwedstrijd verloren, maar wel drie van de vijf thuiswedstrijden (tegen Ierland, Portugal en Letland). Voor de laatste ronde had Noord-Ierland drie punten en zes doelpunten achterstand op Ierland. Noord-Ierland won zijn laatste thuiswedstrijd tegen Oostenrijk met 5-3 en Ierland verloor met 3-0 van groepswinnaar Portugal. Noord-Ierland kwam één doelpunt tekort voor een play-offwedstrijd tegen Nederland.
De jaren daarna gingen de resultaten steeds verder achteruit, in de kwalificatietoernooien van 1998, 2000 en 2002 eindigde Noord-Ierland steeds op de voorlaatste plaats. In 2004 was de ramp compleet, Noord-Ierland eindigde op de laatste plaats achter Armenië. Voor het WK van 2006 waren de resultaten weer mager, maar er was wel weer een opvallende overwinning: 1-0 tegen Engeland dankzij een doelpunt van David Healy.
Kwalificatie voor het EK van 2008 leverde een opleving op. Na een 0-3 thuisnederlaag tegen IJsland volgden overwinningen tegen Spanje (3-2) en Zweden (2-1), Healy scoorde alle doelpunten. Later werd er ook van Denemarken gewonnen en de uitwedstrijden tegen Zweden en Denemarken leverde een gelijkspel op. Noord-Ierland verspeelde echter zijn kansen tegen de kleine voetballanden, er werd verloren van Letland (1-0) en opnieuw van IJsland (2-1), de winnende doelpunten waren allebei eigen doelpunten. De achterstand op Spanje en Zweden was uiteindelijk respectievelijk acht en zes punten. Van de 17 Noord-Ierse treffers scoorde Healy liefst 13 treffers, nooit eerder scoorde iemand zoveel tijdens een kwalificatietoernooi.
De stijgende lijn werd voortgezet tijdens kwalificatie voor het WK in 2010. Na nederlagen tegen Slowakije en Slovenië kwam Noord-Ierland weer in de race na thuisoverwinningen op Polen en Slovenië. Een thuisnederlaag tegen Slowakije (0-2) brak de ploeg uiteindelijk op. Noord-Ierland eindigde op de vierde plaats met zes en vijf punten achterstand op respectievelijk Slowakije en Slovenië. Healy kwam nu niet verder dan één treffer.

### 2010 – 2018 Eerste deelname aan een EK
Voor kwalificatie van het EK in 2012 was de start goed met een uitoverwinning op Slovenië en een gelijkspel tegen Italië. Daarna kwam de klad erin: er werd alleen nog gewonnen van de Faeröer en er werd vijf keer verloren. Noord-Ierland eindigde op de vijfde plaats op ruime afstand van nummer twee Estland.
De neergaande lijn werd doorgezet voor het kwalificatietoernooi van 2014. Er werd alleen gewonnen van Rusland, de uiteindelijke winnaar van de groep. De uitwedstrijden tegen Azerbeidzjan en Luxemburg gingen verloren. Noord-Ierland eindigde op de vijfde plaats met maar één punt meer dan nummer laatst, Luxemburg.
Voor het EK van 2016 kende Ulster een sterke start met uitzeges op Hongarije (1-2) en Griekenland (0-2) en er werd alleen verloren van Roemenië. Kwalificatie kon al afgedwongen worden in de thuiswedstrijd tegen Hongarije, maar dankzij een doelpunt in blessuretijd van Kyle Lafferty was men al tevreden met een gelijkspel. Uiteindelijk was een 3-1-zege op Griekenland genoeg om zich voor de eerste keer sinds 1986 te plaatsen voor een internationaal toernooi. Men werd zelfs groepswinnaar met vijf punten voorsprong op Hongarije, Kyle Lafferty werd topscorer met zeven doelpunten. Op het Europees kampioenschap voetbal 2016 ontpopte Noord-Ierland zich als een stugge tegenstander. Na een 1-0 nederlaag tegen Polen sloeg men een belangrijke slag door Oekraïne met 2-0 te verslaan door doelpunten van Gareth McAuley en Niall McGinn. Een kleine nederlaag tegen Duitsland was genoeg om zich als een van de beste nummers drie te plaatsen voor de achtste finales. Noord-Ierland - Wales was opnieuw een stugge wedstrijd, de ploeg verloor opnieuw met 1-0 door een eigen doelpunt van McAuley. De meeste indruk maakten de Noord-Ierse fans door reserve Will Grigg toe te zingen op maat van "Freed from Desire" van Gala. Cultheld Grigg kwam echter niet in actie op dit EK.
In de kwalificatie voor het WK 2018 in Rusland wisten de Noord-Ieren zich te kwalificeren voor de play-offs door tweede te eindigen achter wereldkampioen Duitsland, maar voor Tsjechië, Noorwegen, Azerbeidzjan en San Marino. Het werd in de play-offs gekoppeld aan Zwitserland. De Noord-Ieren verloren in Belfast met 0-1 door een benutte strafschop van de Zwitser Ricardo Rodríguez, waardoor er drie dagen later in Bazel gewonnen moest worden. Het bleef echter bij 0-0 waardoor Noord-Ierland zich na een succesvolle kwalificatie zich nipt niet wist te plaatsen voor het WK.

### 2018 – heden Terugval
In de eerste editie van de Nations League werd Noord-Ierland ingedeeld in divisie B. Het land verloor alle vier duels tegen Bosnië en Herzegovina en Oostenrijk en zou eigenlijk moeten degraderen naar divisie C, maar mocht door een wijziging van het format in de volgende editie toch uitkomen in divisie B. In de tweede editie van de Nations League degradeerde Noord-Ierland alsnog uit divisie B door slechts twee punten te behalen in een poule met Oostenrijk, Noorwegen en Roemenië.
In de kwalificatie voor het EK 2020 werd Noord-Ierland ingedeeld in een lastige poule met grootmachten Nederland en Duitsland en verder Estland en Wit-Rusland. Noord-Ierland deed wat het kon en won alle vier de ontmoetingen met Estland en Wit-Rusland, maar verloor twee keer van Duitsland en verloor ook in Rotterdam van Nederland. Wel was Noord-Ierland in die wedstrijd nog op 0-1 gekomen via Josh Magennis, maar won Nederland uiteindelijk in blessuretijd met 3-1. De Noord-Ieren hielden Nederland in Belfast nog wel op 0-0, maar ze werden uiteindelijk derde in de poule en konden niet rechtstreeks naar het EK. In de daaropvolgende play-offs kwam Noord-Ierland via strafschoppen eerst voorbij Bosnië en Herzegovina, maar verloren thuis daarna in de play-off-finale van Slowakije. 
Op weg naar het WK 2022 moest Noord-Ierland weer voorbij twee grote voetballanden, daar de Noord-Ieren lootten tegen Italië en Zwitserland. Bulgarije en Litouwen completeerden de kwalificatiegroep. Ditmaal had de ploeg nooit zicht op kwalificatie. Het land werd derde in de poule met zeven punten achterstand op nummer twee Italië. Tijdens de Nations League 2022/23 in divisie C werd Noord-Ierland derde in de poule en kon het zo niet terug promoveren naar divisie B.

## Deelnames aan internationale toernooien

### Wereldkampioenschap
| Wereldkampioenschap voetbal | Wereldkampioenschap voetbal | Wereldkampioenschap voetbal | Wereldkampioenschap voetbal | Wereldkampioenschap voetbal | Wereldkampioenschap voetbal | Wereldkampioenschap voetbal | Wereldkampioenschap voetbal | Wereldkampioenschap voetbal |
| Jaar                        | Ronde                       | Wed.                        | W                           | G                           | V                           | DV                          | DT                          | Kwal                        |
| --------------------------- | --------------------------- | --------------------------- | --------------------------- | --------------------------- | --------------------------- | --------------------------- | --------------------------- | --------------------------- |
| 1930–1938                   | Geen deelname               | Geen deelname               | Geen deelname               | Geen deelname               | Geen deelname               | Geen deelname               | Geen deelname               | Geen deelname               |
| 1950                        | Niet gekwalificeerd         | Niet gekwalificeerd         | Niet gekwalificeerd         | Niet gekwalificeerd         | Niet gekwalificeerd         | Niet gekwalificeerd         | Niet gekwalificeerd         | Niet gekwalificeerd         |
| 1954                        | Niet gekwalificeerd         | Niet gekwalificeerd         | Niet gekwalificeerd         | Niet gekwalificeerd         | Niet gekwalificeerd         | Niet gekwalificeerd         | Niet gekwalificeerd         | Niet gekwalificeerd         |
| 1958                        | Kwartfinale                 | 5                           | 2                           | 1                           | 2                           | 4                           | 9                           | (Kwal.)                     |
| 1962                        | Niet gekwalificeerd         | Niet gekwalificeerd         | Niet gekwalificeerd         | Niet gekwalificeerd         | Niet gekwalificeerd         | Niet gekwalificeerd         | Niet gekwalificeerd         | Niet gekwalificeerd         |
| 1966                        | Niet gekwalificeerd         | Niet gekwalificeerd         | Niet gekwalificeerd         | Niet gekwalificeerd         | Niet gekwalificeerd         | Niet gekwalificeerd         | Niet gekwalificeerd         | Niet gekwalificeerd         |
| 1970                        | Niet gekwalificeerd         | Niet gekwalificeerd         | Niet gekwalificeerd         | Niet gekwalificeerd         | Niet gekwalificeerd         | Niet gekwalificeerd         | Niet gekwalificeerd         | Niet gekwalificeerd         |
| 1974                        | Niet gekwalificeerd         | Niet gekwalificeerd         | Niet gekwalificeerd         | Niet gekwalificeerd         | Niet gekwalificeerd         | Niet gekwalificeerd         | Niet gekwalificeerd         | Niet gekwalificeerd         |
| 1978                        | Niet gekwalificeerd         | Niet gekwalificeerd         | Niet gekwalificeerd         | Niet gekwalificeerd         | Niet gekwalificeerd         | Niet gekwalificeerd         | Niet gekwalificeerd         | Niet gekwalificeerd         |
| 1982                        | Tweede ronde                | 5                           | 1                           | 3                           | 1                           | 5                           | 7                           | (Kwal.)                     |
| 1986                        | Groepsfase                  | 3                           | 0                           | 1                           | 2                           | 2                           | 6                           | (Kwal.)                     |
| 1990                        | Niet gekwalificeerd         | Niet gekwalificeerd         | Niet gekwalificeerd         | Niet gekwalificeerd         | Niet gekwalificeerd         | Niet gekwalificeerd         | Niet gekwalificeerd         | Niet gekwalificeerd         |
| 1994                        | Niet gekwalificeerd         | Niet gekwalificeerd         | Niet gekwalificeerd         | Niet gekwalificeerd         | Niet gekwalificeerd         | Niet gekwalificeerd         | Niet gekwalificeerd         | Niet gekwalificeerd         |
| 1998                        | Niet gekwalificeerd         | Niet gekwalificeerd         | Niet gekwalificeerd         | Niet gekwalificeerd         | Niet gekwalificeerd         | Niet gekwalificeerd         | Niet gekwalificeerd         | Niet gekwalificeerd         |
| 2002                        | Niet gekwalificeerd         | Niet gekwalificeerd         | Niet gekwalificeerd         | Niet gekwalificeerd         | Niet gekwalificeerd         | Niet gekwalificeerd         | Niet gekwalificeerd         | Niet gekwalificeerd         |
| 2006                        | Niet gekwalificeerd         | Niet gekwalificeerd         | Niet gekwalificeerd         | Niet gekwalificeerd         | Niet gekwalificeerd         | Niet gekwalificeerd         | Niet gekwalificeerd         | Niet gekwalificeerd         |
| 2010                        | Niet gekwalificeerd         | Niet gekwalificeerd         | Niet gekwalificeerd         | Niet gekwalificeerd         | Niet gekwalificeerd         | Niet gekwalificeerd         | Niet gekwalificeerd         | Niet gekwalificeerd         |
| 2014                        | Niet gekwalificeerd         | Niet gekwalificeerd         | Niet gekwalificeerd         | Niet gekwalificeerd         | Niet gekwalificeerd         | Niet gekwalificeerd         | Niet gekwalificeerd         | Niet gekwalificeerd         |
| 2018                        | Niet gekwalificeerd         | Niet gekwalificeerd         | Niet gekwalificeerd         | Niet gekwalificeerd         | Niet gekwalificeerd         | Niet gekwalificeerd         | Niet gekwalificeerd         | Niet gekwalificeerd         |
| 2022                        | Niet gekwalificeerd         | Niet gekwalificeerd         | Niet gekwalificeerd         | Niet gekwalificeerd         | Niet gekwalificeerd         | Niet gekwalificeerd         | Niet gekwalificeerd         | Niet gekwalificeerd         |
| Totaal                      | 3 keer                      | 13                          | 3                           | 5                           | 5                           | 13                          | 23                          |                             |

### Europees kampioenschap
| Europees kampioenschap voetbal | Europees kampioenschap voetbal | Europees kampioenschap voetbal | Europees kampioenschap voetbal | Europees kampioenschap voetbal | Europees kampioenschap voetbal | Europees kampioenschap voetbal | Europees kampioenschap voetbal | Europees kampioenschap voetbal | Europees kampioenschap voetbal |
| Jaar                           | Ronde                          | Wed.                           | W                              | G                              | V                              | DV                             | DT                             | Kwal                           |                                |
| ------------------------------ | ------------------------------ | ------------------------------ | ------------------------------ | ------------------------------ | ------------------------------ | ------------------------------ | ------------------------------ | ------------------------------ | ------------------------------ |
| 1960                           | Geen deelname                  | Geen deelname                  | Geen deelname                  | Geen deelname                  | Geen deelname                  | Geen deelname                  | Geen deelname                  | Geen deelname                  |                                |
| 1964                           | Niet gekwalificeerd            | Niet gekwalificeerd            | Niet gekwalificeerd            | Niet gekwalificeerd            | Niet gekwalificeerd            | Niet gekwalificeerd            | Niet gekwalificeerd            | Niet gekwalificeerd            |                                |
| 1968                           | Niet gekwalificeerd            | Niet gekwalificeerd            | Niet gekwalificeerd            | Niet gekwalificeerd            | Niet gekwalificeerd            | Niet gekwalificeerd            | Niet gekwalificeerd            | Niet gekwalificeerd            |                                |
| 1972                           | Niet gekwalificeerd            | Niet gekwalificeerd            | Niet gekwalificeerd            | Niet gekwalificeerd            | Niet gekwalificeerd            | Niet gekwalificeerd            | Niet gekwalificeerd            | Niet gekwalificeerd            |                                |
| 1976                           | Niet gekwalificeerd            | Niet gekwalificeerd            | Niet gekwalificeerd            | Niet gekwalificeerd            | Niet gekwalificeerd            | Niet gekwalificeerd            | Niet gekwalificeerd            | Niet gekwalificeerd            |                                |
| 1980                           | Niet gekwalificeerd            | Niet gekwalificeerd            | Niet gekwalificeerd            | Niet gekwalificeerd            | Niet gekwalificeerd            | Niet gekwalificeerd            | Niet gekwalificeerd            | Niet gekwalificeerd            |                                |
| 1984                           | Niet gekwalificeerd            | Niet gekwalificeerd            | Niet gekwalificeerd            | Niet gekwalificeerd            | Niet gekwalificeerd            | Niet gekwalificeerd            | Niet gekwalificeerd            | Niet gekwalificeerd            |                                |
| 1988                           | Niet gekwalificeerd            | Niet gekwalificeerd            | Niet gekwalificeerd            | Niet gekwalificeerd            | Niet gekwalificeerd            | Niet gekwalificeerd            | Niet gekwalificeerd            | Niet gekwalificeerd            |                                |
| 1992                           | Niet gekwalificeerd            | Niet gekwalificeerd            | Niet gekwalificeerd            | Niet gekwalificeerd            | Niet gekwalificeerd            | Niet gekwalificeerd            | Niet gekwalificeerd            | Niet gekwalificeerd            |                                |
| 1996                           | Niet gekwalificeerd            | Niet gekwalificeerd            | Niet gekwalificeerd            | Niet gekwalificeerd            | Niet gekwalificeerd            | Niet gekwalificeerd            | Niet gekwalificeerd            | Niet gekwalificeerd            |                                |
| 2000                           | Niet gekwalificeerd            | Niet gekwalificeerd            | Niet gekwalificeerd            | Niet gekwalificeerd            | Niet gekwalificeerd            | Niet gekwalificeerd            | Niet gekwalificeerd            | Niet gekwalificeerd            |                                |
| 2004                           | Niet gekwalificeerd            | Niet gekwalificeerd            | Niet gekwalificeerd            | Niet gekwalificeerd            | Niet gekwalificeerd            | Niet gekwalificeerd            | Niet gekwalificeerd            | Niet gekwalificeerd            |                                |
| 2008                           | Niet gekwalificeerd            | Niet gekwalificeerd            | Niet gekwalificeerd            | Niet gekwalificeerd            | Niet gekwalificeerd            | Niet gekwalificeerd            | Niet gekwalificeerd            | Niet gekwalificeerd            |                                |
| 2012                           | Niet gekwalificeerd            | Niet gekwalificeerd            | Niet gekwalificeerd            | Niet gekwalificeerd            | Niet gekwalificeerd            | Niet gekwalificeerd            | Niet gekwalificeerd            | Niet gekwalificeerd            |                                |
| 2016                           | Achtste finale                 | 4                              | 1                              | 0                              | 3                              | 2                              | 3                              | (Kwal.)                        |                                |
| 2020                           | Niet gekwalificeerd            | Niet gekwalificeerd            | Niet gekwalificeerd            | Niet gekwalificeerd            | Niet gekwalificeerd            | Niet gekwalificeerd            | Niet gekwalificeerd            | Niet gekwalificeerd            |                                |
| 2024                           | Niet gekwalificeerd            | Niet gekwalificeerd            | Niet gekwalificeerd            | Niet gekwalificeerd            | Niet gekwalificeerd            | Niet gekwalificeerd            | Niet gekwalificeerd            | Niet gekwalificeerd            |                                |
| Totaal                         | 1/15                           | 4                              | 1                              | 0                              | 3                              | 2                              | 3                              |                                |                                |

### UEFA Nations League
| 2018–19 | B | 24e | 4 | 0 | 0 | 4 | 2 | 7  | Stabiel |
| 2020–21 | B | 32e | 6 | 0 | 2 | 4 | 4 | 11 | Gedaald |
| 2022–23 | C | 44e | 6 | 1 | 2 | 3 | 7 | 10 | Stabiel |

## FIFA-wereldranglijst[1]
| 1993 | 1994 | 1995 | 1996 | 1997 | 1998 | 1999 | 2000 | 2001 | 2002 | 2003 | 2004 | 2005 | 2006 | 2007 | 2008 | 2009 | 2010 | 2011 | 2012 | 2013 | 2014 | 2015 | 2016 | 2017 | 2018 | 2019 | 2020 | 2021 | 2022 | 2023 | 2024 |
| ---- | ---- | ---- | ---- | ---- | ---- | ---- | ---- | ---- | ---- | ---- | ---- | ---- | ---- | ---- | ---- | ---- | ---- | ---- | ---- | ---- | ---- | ---- | ---- | ---- | ---- | ---- | ---- | ---- | ---- | ---- | ---- |
| 39   | 45   | 45   | 64   | 93   | 86   | 84   | 93   | 88   | 103  | 122  | 107  | 103  | 48   | 32   | 52   | 40   | 43   | 88   | 96   | 89   | 48   | 30   | 32   | 24   | 35   | 36   | 45   | 54   | 59   | 72   | 71   |

## Selecties

### Wereldkampioenschap
| Doel        |                    |    |   |                   |
| 1           | Harry Gregg        | 14 | 0 | Manchester United |
| 12          | Norman Uprichard   |    |   | Portsmouth        |
| 18          | Bobby Rea          |    |   | Glentoran         |
| Verdediging |                    |    |   |                   |
| 2           | Willie Cunningham  |    |   | Leicester City    |
| 3           | Alf McMichael      |    |   | Newcastle United  |
| 19          | Len Graham         |    |   | Doncaster Rovers  |
| 22          | Bobby Trainor      |    |   | Coleraine         |
| Middenveld  |                    |    |   |                   |
| 4           | Danny Blanchflower |    |   | Tottenham Hotspur |
| 5           | Dick Keith         |    |   | Newcastle United  |
| 6           | Bertie Peacock     |    |   | Celtic            |
| 7           | Billy Bingham      |    |   | Sunderland        |
| 10          | Jimmy McIlroy      |    |   | Burnley           |
| 13          | Thommy Casey       |    |   | Newcastle United  |
| 20          | Sammy Chapman      |    |   | Portsmouth        |
| 21          | Tommy Hamill       |    |   | Linfield          |
| Aanval      |                    |    |   |                   |
| 8           | Billy Cush         |    |   | Leeds United      |
| 9           | Billy Simpson      |    |   | Glasgow Rangers   |
| 11          | Peter McParland    |    |   | Aston Villa       |
| 14          | Jackie Scott       |    |   | Grimsby Town      |
| 15          | Sammy McCrory      |    |   | Southend United   |
| 16          | Derek Dougan       |    |   | Portsmouth        |
| 17          | Fay Coyle          | 4  | 0 | Nottingham Forest |

| Doel        |                  |  |  |                        |
| 1           | Pat Jennings     |  |  | Arsenal                |
| 17          | Jim Platt        |  |  | Middlesbrough          |
| 22          | George Dunlop    |  |  | Linfield               |
| Verdediging |                  |  |  |                        |
| 2           | Jimmy Nicholl    |  |  | Toronto Blizzard       |
| 3           | Mal Donaghy      |  |  | Luton Town             |
| 5           | Chris Nicholl    |  |  | Southampton            |
| 6           | John O'Neill     |  |  | Leicester City         |
| 12          | John McClelland  |  |  | Glasgow Rangers        |
| 13          | Sammy Nelson     |  |  | Brighton & Hove Albion |
| Middenveld  |                  |  |  |                        |
| 4           | David McCreery   |  |  | Tulsa Roughnecks       |
| 8           | Martin O'Neill   |  |  | Norwich City           |
| 10          | Sammy McIlroy    |  |  | Stoke City             |
| 14          | Tommy Cassidy    |  |  | Burnley                |
| 15          | Tommy Finney     |  |  | Cambridge United       |
| 19          | Felix Healy      |  |  | Coleraine              |
| 20          | Jim Cleary       |  |  | Glentoran              |
| Aanval      |                  |  |  |                        |
| 7           | Noel Brotherston |  |  | Blackburn Rovers       |
| 9           | Gerry Armstrong  |  |  | Watford                |
| 11          | Billy Hamilton   |  |  | Burnley                |
| 16          | Norman Whiteside |  |  | Manchester United      |
| 18          | Johnny Jameson   |  |  | Glentoran              |
| 21          | Bobby Campbell   |  |  | Bradford City          |

| Doel        |                   |  |  |                        |
| 1           | Pat Jennings      |  |  | Tottenham Hotspur      |
| 12          | Jim Platt         |  |  | Coleraine              |
| 13          | Phil Hughes       |  |  | Bury                   |
| Verdediging |                   |  |  |                        |
| 2           | Jimmy Nicholl     |  |  | West Bromwich Albion   |
| 3           | Mal Donaghy       |  |  | Luton Town             |
| 4           | John O'Neill      |  |  | Leicester City         |
| 5           | Alan McDonald     |  |  | Queens Park Rangers    |
| 15          | Nigel Worthington |  |  | Sheffield Wednesday    |
| 16          | Paul Ramsey       |  |  | Leicester City         |
| 18          | John McClelland   |  |  | Watford                |
| Middenveld  |                   |  |  |                        |
| 6           | David McCreery    |  |  | Newcastle United       |
| 8           | Sammy McIlroy     |  |  | Manchester City        |
| 10          | Norman Whiteside  |  |  | Manchester United      |
| 20          | Bernard McNally   |  |  | Shrewsbury Town        |
| 21          | David Campbell    |  |  | Nottingham Forest      |
| Aanval      |                   |  |  |                        |
| 7           | Steve Penney      |  |  | Brighton & Hove Albion |
| 9           | Jimmy Quinn       |  |  | Blackburn Rovers       |
| 11          | Ian Stewart       |  |  | Newcastle United       |
| 14          | Gerry Armstrong   |  |  | Chesterfield           |
| 17          | Colin Clarke      |  |  | AFC Bournemouth        |
| 19          | Billy Hamilton    |  |  | Oxford United          |
| 22          | Mark Caughey      |  |  | Linfield               |

### Europees kampioenschap
| Doel        |                  |     |    |                      |
| 1           | Michael McGovern | 15  | 0  | Hamilton Academical  |
| 12          | Roy Carroll      | 44  | 0  | Notts County         |
| 23          | Alan Mannus      | 8   | 0  | St. Johnstone        |
| Verdediging |                  |     |    |                      |
| 2           | Conor McLaughlin | 19  | 0  | Fleetwood Town       |
| 3           | Shane Ferguson   | 26  | 1  | Millwall             |
| 4           | Gareth McAuley   | 65  | 8  | West Bromwich Albion |
| 5           | Jonny Evans      | 53  | 1  | West Bromwich Albion |
| 15          | Luke McCullough  | 5   | 0  | Doncaster Rovers     |
| 18          | Aaron Hughes     | 103 | 1  | Melbourne City       |
| 20          | Craig Cathcart   | 32  | 2  | Watford              |
| 22          | Lee Hodson       | 16  | 0  | Milton Keynes Dons   |
| Middenveld  |                  |     |    |                      |
| 6           | Chris Baird      | 79  | 0  | Derby County         |
| 8           | Steven Davis     | 87  | 8  | Southampton          |
| 13          | Corry Evans      | 37  | 1  | Blackburn Rovers     |
| 14          | Stuart Dallas    | 17  | 1  | Leeds United         |
| 16          | Oliver Norwood   | 38  | 0  | Reading              |
| 17          | Paddy McNair     | 11  | 0  | Manchester United    |
| Aanval      |                  |     |    |                      |
| 7           | Niall McGinn     | 45  | 3  | Aberdeen             |
| 9           | Will Grigg       | 8   | 1  | Wigan Athletic       |
| 10          | Kyle Lafferty    | 54  | 17 | Birmingham City      |
| 11          | Conor Washington | 8   | 2  | Queens Park Rangers  |
| 19          | Jamie Ward       | 26  | 2  | Nottingham Forest    |
| 21          | Josh Magennis    | 22  | 1  | Kilmarnock           |